# Gościewicz
Gościewicz (prononciation : [ɡɔɕˈt͡ɕevit͡ʂ]) est un village polonais de la gmina de Borowie dans le powiat de Garwolin de la voïvodie de Mazovie dans le centre-est de la Pologne.
Il se situe à environ 16 kilomètres à l'est de Garwolin (siège du powiat) et à 67 kilomètres au sud-est de Varsovie (capitale de la Pologne).
Le village possède une population de 197 habitants en 2009.

## Histoire
De 1975 à 1998, le village appartenait administrativement à la voïvodie de Siedlce.